# Stołbunowicze
Stołbunowicze (biał. Стаўбуновічы, ros. Столбуновичи) – wieś na Białorusi, w obwodzie mińskim, w rejonie mińskim, w sielsowiecie Krupica.